# Freddie Scott
Freddie Scott (ur. 24 kwietnia 1933, zm. 4 czerwca 2007) – amerykański wokalista soulowy. Karierę zaczynał jako autor tekstów dla wytwórni Columbia Records, wraz z Carole King i Gerry Goffin. 
Wylansował między innymi przebój „Hey, Girl”, który trafił do zestawienia w rankingu Billboard Hot 100 płyt, między 1963 a 1971 r. 
Utwór Scotta z 1968 r., "You Got What I Need" został w 1989 zsamplowany do hitu Biz Markie, "Just a Friend".